# Bhargain
Bhargain è una suddivisione dell'India, classificata come nagar panchayat, di 19.977 abitanti, situata nel distretto di Etah, nello stato federato dell'Uttar Pradesh. In base al numero di abitanti la città rientra nella classe IV (da 10.000 a 19.999 persone).

## Geografia fisica
La città è situata a 27° 36' 54 N e 79° 08' 39 E.

## Società

### Evoluzione demografica
Al censimento del 2001 la popolazione di Bhargain assommava a 19.977 persone, delle quali 10.472 maschi e 9.505 femmine. I bambini di età inferiore o uguale ai sei anni assommavano a 4.046, dei quali 2.018 maschi e 2.028 femmine. Infine, coloro che erano in grado di saper almeno leggere e scrivere erano 7.099, dei quali 4.890 maschi e 2.209 femmine.